# Siedlec (powiat pajęczański)
Siedlec – wieś w Polsce położona w województwie łódzkim, w powiecie pajęczańskim, w gminie Pajęczno nad Pisią.
Wieś królewska w tenucie brzeźnickiej w powiecie radomszczańskim województwa sieradzkiego w końcu XVI wieku. W latach 1975–1998 miejscowość należała administracyjnie do województwa częstochowskiego.